# Vila Tugendhat
Vila Tugendhat njemačkog arhitekta Ludwiga Mies van der Rohea, izgrađena od 1928. – 30. godine u češkom gradu Brno za Fritza Tugendhata i njegovu ženu Gretu, smatra se remek-djelom arhitekta i ikonom moderne arhitekture funkcionalizma.
Mies je koristio čelične konstrukcije koje su mu omogućile da olakša nosive zidove i rasprši prostor kako bi ostvario osjećaj lakoće prostora i maksimalnu osvjetljenost. Arhiekt je također dizajnirao i sav namještaj, od kojih se Stolica Tugendhat i Stolica Brno još uvijek proizvode. U vili nije bilo slika ili dekorativnih elemenata, osim maksimalno iskorištenih tekstura samih materijala, kao što je zid od oniksa koji je poluproziran i mijenja boju ovisno o svjetlu, te razne vrste tropskog drveta, a arhitekt je uspio velikim prozorima da veličanstveni pogled ukomponira u interijer. Struktura materijala pregrada (zlatnobijeli oniks koji je u neku ruku vrsta apstraktne slike, te crnosmeđa ebanovina), uglačanih do zrcalnog sjaja, postaju izvor likovnosti. Spuštanjem crnih i svijetlosmeđih zastora od šantunga stvara se zatvoren, intiman prostor.
Zbog tada neobičnih konstrukcija, raskošnih materijala i modernih tehnologija zagrijavanja i ventilacija, vila je bila izrazito skupa. Također, zbog izrazito jednostavnih, ali velikih multifunkcionalnih prostorija, vila je bila prevelika za obiteljsku kuću. Netom prije münchenskog sporazuma i njemačke agresije, Židovi Fritz i Greta Tugendhat su s djecom pobjegli 1938. godine i nisu se više vratili.
Vila je korištena za razne svrhe, a 1992. godine političke vođe Čehoslovačke su se ovdje sastali i potpisali mirno razjedinjenje Češke i Slovačke. Od 1994. godine vila je muzej otvoren za javnost, a 2001. godine upisana je na UNESCO-ov popis mjesta svjetske baštine u Europi kao važno i originalno djelo velikog arhitekta.
God. 2007. obitelj Tugendhat je službeno zatražila povrat vile zbog aljkavosti grada Brna koji je kasnio s njezinom obnovom. Obnova je otpočela u veljači 2010. godine i koštat će oko 5,769,000 €.
- Vila s ulice
- Lijeva strana kroz šumu
- Ulaz u obiteljske prostorije
- Pogled na grad

## Poveznice
- Bijeli grad Tel Aviva
- Stambena naselja berlinske moderne
- Bauhaus, Dessau

## Vanjske poveznice
- Službena stranica (češ.)

|  | Zajednički poslužitelj ima još gradiva o temi Vila Tugendhat |